# Santo Domingo (Los Santos)
Santo Domingo es un corregimiento ubicado en el distrito de Las Tablas en la provincia panameña de Los Santos. En el año 2023 tenía una población de 2,232 habitantes y una densidad poblacional de 45 personas por km².

## Geografía física
De acuerdo con los datos del INEC el corregimiento posee un área de 48,5 km².

## Demografía
De acuerdo con el censo del año 2010, el corregimiento tenía una población de unos 2.050 habitantes. La densidad poblacional era de 42,2 habitantes por km². 